# Templo de Heliogábalo
Templo de Heliogábalo, conhecido também como Elagabálio (em latim: Elagabalium), foi um templo romano construído pelo imperador Heliogábalo no canto nordeste do Monte Palatino. Durante o seu reinado, de 218 a 222, este templo foi o centro de um controverso culto religioso ao Sol Invicto do qual o próprio imperador é o sumo-sacerdote.

## História
O templo era uma estrutura colunada com cerca de 70 x 40 metros de frente para o Coliseu. A plataforma sobre a qual ele foi construído foi originalmente criada na época de Domiciano (r. 81-96) e pode ter sido um templo dedicado a Júpiter. Este terraço ainda pode ser visto no local.
Quando Heliogábalo se tornou imperador, em 218, o templo foi ampliado e rededicado o deus Heliogábalo, o patrono de sua cidade natal, Emesa, na Síria. O imperador rebatizou-o de Sol Invicto e pessoalmente passou a liderar seu culto. Sua personificação era uma pedra negra cônica, que alguns sugerem ter sido um meteorito.
Depois que Heliogábalo foi assassinado, em 222, o templo foi novamente dedicado a Júpiter por Alexandre Severo. Um segundo templo, menor, dedicado a Heliogábalo foi construído no local onde está hoje a igreja de Santa Croce in Gerusalemme.

## Culto de Heliogábalo
A partir do reinado de Sétimo Severo, a adoração ao sol aumentou por todo o Império Romano, o que Heliogábalo percebeu como uma oportunidade para consolidar o seu próprio deus, Heliogábalo, como divindade maior do panteão romano. Rebatizado como Sol Invicto, ele foi posicionado acima até mesmo de Júpiter. Como sinal da união entre duas religiões, Heliogábalo determinou que Astarte, Minerva ou Urânia (ou uma combinação entre elas) seria esposa do Sol Invicto. Herodiano escreveu que Heliogábalo forçava senadores  a assistirem enquanto ele dançava ao redor do altar do Sol Invicto ao som de tambores e címbalos. O solstício de verão foi transformado num grande festival ao Sol Invicto, muito popular por causa da ampla distribuição de comida. Durante este festival, Heliogábalo colocava o Sol Invicto numa carruagem decorado com ouro e jóias e desfilava pela cidade atirando presentes para a multidão:
| “ | Depois de levar o deus de volta e de o colocar no templo, Heliogábalo realizava os rituais e sacrifícios descritos acima; então, escalando as enormes e espaçosas torres que ele havia construído, ele atirava, de forma indiscriminada, copos de ouro e prata, roupas e tecidos de todos os tipos para a massa abaixo. | ” |
|   | — Herodiano, História Romana V.6. |   |

As mais sagradas relíquias da religião romana foram transferidas de seus respectivos santuários para o Templo de Heliogábalo, incluindo a grande estátua da Grande Mãe, o fogo das vestais, os escudos sagrados dos sálios e o Paládio. Historiadores antigos relatam casos de sacrifício humano no templo, geralmente envolvendo crianças coletadas por toda a Itália nas famílias mais ricas e nobres. Os excessos religiosos do reinado de Heliogábalo certamente contribuíram para sua derrocada. Em 11 de março de 222, ele foi assassinado por sua própria Guarda Pretoriana e substituído por seu primo, Alexandre Severo. Seus éditos religiosos foram revertidos e todas as relíquias foram devolvidas para seus templos originais